# La giovane Diana
La giovane Diana (The Young Diana) è un film muto del 1922 diretto da Albert Capellani e Robert G. Vignola.
La sceneggiatura di Luther Reed si basa sul romanzo The Young Diana; An Experiment of the Future, a Romance di Marie Corelli.

## Trama

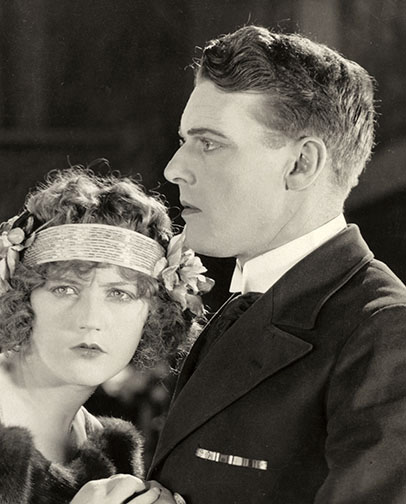
Marion Davies e Forrest Stanley

Il padre della giovane Diana May vorrebbe per la figlia un matrimonio brillante, ma lei è innamorata di un ufficiale di marina, Richard Cleeve. Dimitrius, uno scienziato alla ricerca dell'elisir della giovinezza, corteggia Diana e le dice che il suo amato è andato via con un'altra donna, Lady Anne. Sono passati vent'anni: Diana è diventata una zitella amareggiata. In Svizzera, ritrova Dimitrius, che ha messo a punto il suo elisir. Il suo preparato gli permette di restituire a Diana la giovinezza. Riacquistata la sua bellezza, lei rivede Richard: l'uomo è sposato, ma vuole lasciare la moglie per lei... Ma niente è come pare: Diana si risveglia e scopre che è stato tutto un sogno. Richard non è fuggito come le aveva falsamente detto Dimitrius, ma aveva solo dovuto scortare Lady Anne, accompagnandola dal marito. La partenza della nave è stata spostata, e lui può restare con lei. Ora Diana può coronare il suo sogno d'amore e sposare l'uomo che ama.

## Produzione
Il film fu prodotto dalla Cosmopolitan Productions di William Randolph Hearst.

## Distribuzione
Distribuito dalla Famous Players-Lasky Corporation, il film fu presentato in prima il 7 agosto 1922, uscendo poi nelle sale cinematografiche USA il 27 agosto.